# Застава Уједињених Арапских Емирата
Застава Уједињених Арапских Емирата је усвојена 2. децембра 1971. Састављена је од панарапских боја, црвене, зелене, беле и црне које су симбол арапског јединства.
Осим тога боје носе и следећее симболично значење:
- зелена - плодност
- бела - природа
- црна - нафтно богатство

Цивилна застава је црвене боје. На њој се у углу налази државна застава,